# Rönnback-Holmsjön
Rönnback-Holmsjön är en sjö i Ockelbo kommun i Gästrikland och ingår i Gavleåns huvudavrinningsområde. Sjön är 11,4 meter djup, har en yta på 0,713 kvadratkilometer och befinner sig 264,2 meter över havet.

## Delavrinningsområde
Rönnback-Holmsjön ingår i det delavrinningsområde (675322-152818) som SMHI kallar för Mynnar i Gavleån. Medelhöjden är 268 meter över havet och ytan är 3,91 kvadratkilometer. Det finns inga avrinningsområden uppströms utan avrinningsområdet är högsta punkten. Vattendraget som avvattnar avrinningsområdet har biflödesordning 2, vilket innebär att vattnet flödar genom totalt 2 vattendrag innan det når havet efter 96 kilometer. Avrinningsområdet består mestadels av skog (63 procent) och sankmarker (11 procent). Avrinningsområdet har 0,72 kvadratkilometer vattenytor vilket ger det en sjöprocent på 18,3 procent.